# Norra häran
Norra häran är en ö i Åland (Finland). Den ligger i Skärgårdshavet och i kommunen Brändö i landskapet Åland, i den sydvästra delen av landet. Ön ligger omkring 76 kilometer nordöst om Mariehamn och omkring 220 kilometer väster om Helsingfors.
Öns area är 17,6 hektar och dess största längd är 0,8 kilometer i sydöst-nordvästlig riktning.